# Back in Action (2025)
Back in Action is een Amerikaanse komische actiefilm uit 2025 geregisseerd, mede geproduceerd en mede geschreven door Seth Gordon. De film ging op 17 januari 2025 wereldwijd in première op streamingdienst Netflix.

## Verhaal
De film volgt de voor het oog normale ouders Matt en Emily die in hun vroegere leven zeer bekwame geheime agenten waren. Nadat het koppel vijftien jaar geleden een vliegtuigongeluk overleven, besluiten de CIA-spionnen het ongeluk te gebruiken om ergens anders hun leven onder een andere naam voort te zetten. Als hun dekmantel na jaren wordt ontmaskerd en hun kinderen erbij betrokken raken, moeten Matt en Emily weer terugkeren naar de wereld van gewelddadige spionnen om koste wat het kost hun kinderen in veiligheid te stellen.

## Rolverdeling
| acteur               | personage       |
| -------------------- | --------------- |
| Jamie Foxx           | Matt            |
| Cameron Diaz         | Emily           |
| McKenna Roberts      | Alice           |
| Rylan Jackson        | Leo             |
| Kyle Chandler        | Chuck           |
| Andrew Scott         | Baron           |
| Glenn Close          | Ginny Curtis    |
| Jamie Demetriou      | Nigel           |
| Robert Besta         | Balthazar Gor   |
| Bashir Salahuddin    | coach Chris     |
| Tom Brittney         | Dylan           |
| Fola Evans-Akingbola | Wendy           |
| Ben VanderMey        | Tyler           |
| Jude Mack            | Daphne          |
| Tobi Bamtefa         | MI6-agent Obasi |

## Achtergrond
In juni 2022 werd de film door streamingdienst Netflix bekend gemaakt met Jamie Foxx en Cameron Diaz in de hoofdrollen; hiermee werd tevens Diaz haar terugkeer als actrice aangekondigd, nadat ze in 2014 als actrice stopte om met pensioen te gaan. De opnamen van de film gingen op 2 december 2022 van start in Londen, Engeland en werden daar 9 maart 2023 afgerond. Verdere opnamen vonden van eind maart tot en met midden april 2023 plaats in Atlanta, Georiga (Verenigde Staten).
De film werd geregisseerd en mede geproduceerd door Seth Gordon, voor de productie werd hij bijgestaan Peter Chernin, Jenno Topping, Sharla Sumpter Bridgett en Beau Bauman. Daarnaast schreef Gordon in samenwerking met Brendan O'Brien het scenario van de film. De muziek van de film werd gecomponeerd door Christopher Lennertz. Hoofdrollen in de film waren onder anderen weggelegd voor Jamie Foxx, Cameron Diaz, Kyle Chandler, Glenn Close en Andrew Scott.

## Release en ontvangst
Back in Action ging op 17 januari 2025 wereldwijd in première op streamingdienst Netflix. De film werd in het algemeen negatief door recensenten ontvangen. Op Rotten Tomatoes heeft de film een score van 28% op basis van 95 beoordelingen. Metacritic komt op een score van 47/100, gebaseerd op 23 beoordelingen.